# TOMOMI KAHALA CONCERT TOUR 2017 〜CARRY'S SON and CLASSIC〜
TOMOMI KAHARA CONCERT TOUR 2017 〜CARRY'S SON and CLASSIC〜は、華原朋美が2017年7月〜10月に実施した全国ライブツアー。

## 概要
当時は乗馬での国体出場に注力しており、自身の愛馬の名前を掲げて引っ提げた全12公演の全国ライブツアー。2012年に復帰後、2014年から4年連続での全国ツアーとなった。映像作品化はされていない。

## ツアー日程
| 日付                 | 場所                                              |
| -------------------- | ------------------------------------------------- |
| 2017年7月22日（土）  | 武蔵村山市民会館さくらホール 大ホール（東京都）   |
| 2017年7月29日（土）  | 伊勢原市民文化会館 大ホール（神奈川県）           |
| 2017年8月11日（金）  | 天童市市民文化会館 ホール（山形県）               |
| 2017年8月13日（日）  | だて歴史の杜カルチャーセンター 大ホール（北海道） |
| 2017年8月19日（土）  | 江南市民文化会館 大ホール（愛知県）               |
| 2017年9月02日（土）  | 登米祝祭劇場 大ホール（宮城県）                   |
| 2017年9月03日（日）  | 須賀川市文化センター 大ホール（福島県）           |
| 2017年9月04日（月）  | 東京国際フォーラム ホールC（東京都）              |
| 2017年9月09日（土）  | 多古町コミュニティプラザ 文化ホール（千葉県）     |
| 2017年9月23日（土）  | 東京エレクトロン韮崎文化ホール 大ホール（山梨県） |
| 2017年10月15日（日） | 岸和田市立浪切ホール 大ホール（大阪府）           |
| 2017年10月28日（土） | 栗東芸術文化会館さきら 大ホール（滋賀県）         |

## セットリスト
1. Every morning
2. Save your dream
3. Daily news
4. Hate tell a lie　※後半公演のみ
5. たったひとつの約束
6. LOVE BRACE
7. As A person
8. True Mind
9. winding road
10. 君がそばで　※後半公演のみ
11. あなたについて
12. LOVE IS ALL MUSIC
13. PRECIOUS
14. Your Face
15. summer visit
16. never give up!!　※前半公演のみ
17. 一緒に(仮)（本人作詞の新曲：未発売）
18. Just a real love night
19. Keep yourself alive　※後半公演のみ
20. I BELIEVE
21. Dear Friend（アンコール）
22. I'm proud（アンコール）